# Harold G. Koenig
Harold G. Koenig é um psiquiatra da faculdade da Universidade Duke. Suas ideias foram abordadas na Newsweek e em outros meios de comunicação com relação à religião, espiritualidade e saúde, foco de algumas de suas pesquisas e prática clínica. A Fundação Templeton ofereceu grande apoio financeiro a suas atividades.

## Educação e carreira acadêmica
Koenig se formou com um diploma de graduação pela Universidade de Stanford, posteriormente recebendo seu diploma médico pela Universidade da Califórnia, San Francisco. Tornou-se Professor Assistente de Medicina em Psiquiatria e Professor de Psiquiatria e Ciências Comportamentais na Universidade Duke.
Atualmente, ele é diretor do Centro de Espiritualidade, Teologia e Saúde da Duke. Em 2012, ele recebeu o prêmio Oskar Pfister pela Associação Americana de Psiquiatria.

## Pesquisa
Koenig publicou mais de 500 artigos científicos em revistas especializadas revisadas por pares, mais de 50 livros e 100 capítulos em livros profissionais. Ele é pioneiro no campo de estudo que associa a religião como fator protetivo na saúde mental, tendo publicado em 2001 o Handbook of religion and health, considerado pelo Royal College of Psychiatrists a primeira obra a abranger evidências do tema. Em cooperação com Raphael M. Bonelli da Universidade Sigmund Freud de Viena, ele realizou uma análise sistemática baseada em evidências sobre a conexão entre transtornos mentais e religião. Os pesquisadores concluem que há boas evidências de que o envolvimento religioso esteja correlacionado com uma melhor saúde mental nas áreas de depressão, abuso de substâncias e suicídio; alguma evidência em distúrbios relacionados ao estresse e demência; evidência insuficiente no transtorno bipolar e esquizofrenia e nenhum dado em muitos outros transtornos mentais.
No Brasil, ele contribuiu com pesquisas do Núcleo de Pesquisa em Espiritualidade e Saúde da Universidade Federal de Juiz de Fora (NUPES-UFJF), fundado por Alexander Moreira-Almeida, atual responsável da cadeira da Sessão de Religião, Espiritualidade e Psiquiatria da Associação Mundial de Psiquiatria, e que fez pós-doutorado na Universidade Duke sob orientação de Koenig.

## Cobertura da mídia
Em 2009, a revista Newsweek apresentou comentários de Koenig, afirmando que ele estava "liderando a investida por uma melhor compreensão das crenças religiosas e espirituais dos pacientes no cenário médico. 'Faz muito sentido', diz ele, quando paciente após paciente lhe diz: 'Doutor, a religião é a coisa mais importante; ela me faz continuar'. Koenig defende que os médicos tomem históricos espirituais de qualquer paciente com quem eles provavelmente tenham um relacionamento contínuo, fazendo perguntas como: 'A religião é uma fonte de conforto ou estresse? Você tem alguma crença religiosa que influencie a tomada de decisão? Você tem alguma necessidade espiritual que alguém deva atender?'"

## Publicações

### Livros
Koenig teve autoria ou editou mais de 35 livros que incluem:
- Is religion good for your health? The effects of religion on physical and mental health. Harold G. Koenig (1997, New York: Haworth Pastoral Press)
- Handbook of religion and mental health. Harold G. Koenig (1998, New York: Academic Press)
- Handbook of religion and health. Harold G. Koenig, Michael E. McCullough, & David B. Larson. (2001, New York: Oxford University Press).
- Wrote chapter 8 in the book Spirituality and Religion Within the Culture of Medicine: From Evidence to Practice Editado pr Michael J. Balboni e John R. Peteet (2017, Oxford University Press).

### Artigos de pesquisa
Os principais trabalhos:
- Koenig, HG; Cohen, HJ; Blazer, DG; Pieper, C; Meador, KG; Shelp, F;  et al. (1992). «Religious coping and depression among elderly, hospitalized medically ill men». Am J Psychiatry. 149 (12): 1693–700. PMID 1443246. doi:10.1176/ajp.149.12.1693
- Koenig, HG; George, LK; Peterson, BL (1998). «Religiosity and remission of depression in medically ill older patients». Am J Psychiatry. 155 (4): 536–42. PMID 9546001. doi:10.1176/ajp.155.4.536
- Koenig, HG; Hays, JC; George, LK; Blazer, DG; Larson, DB; Landerman, LR (1997). «Modeling the cross-sectional relationships between religion, physical health, social support, and depressive symptoms». Am J Geriatr Psychiatry. 5 (2): 131–44. doi:10.1097/00019442-199700520-00006
- Bonelli, RM; Mental Disorders, Koenig H.; Religion; Spirituality (2013). «to 2010: A Systematic Evidence-Based Review». Journal of Religion and Health. 52 (2): 657–73. PMID 23420279. doi:10.1007/s10943-013-9691-4